# Saugberge
Das Naturschutzgebiet Saugberge liegt auf dem Gebiet der Stadt Pritzwalk im Landkreis Prignitz in Brandenburg. Es erstreckt sich nördlich von Schönhagen und südöstlich von Steffenshagen – beide Ortsteile von Pritzwalk. Westlich des Gebietes verläuft die Landesstraße L 111 und östlich die L 155.

## Bedeutung
Das rund 78,5 ha große Gebiet mit der Kennung 1626 wurde mit Verordnung vom 18. November 2010 unter Naturschutz gestellt.